# Givenchy-en-Gohelle
 Givenchy-en-Gohelle  es una población y comuna francesa, situada en la región de Norte-Paso de Calais, departamento de Paso de Calais, en el distrito de Arras y cantón de Vimy.

## Demografía
| 1508 | 1555 | 1627 | 1755 | 1973 | 2051 |
| Para los censos de 1962 a 1999 la población legal corresponde a la población sin duplicidades (Fuente: INSEE [Consultar]) |      |      |      |      |      |

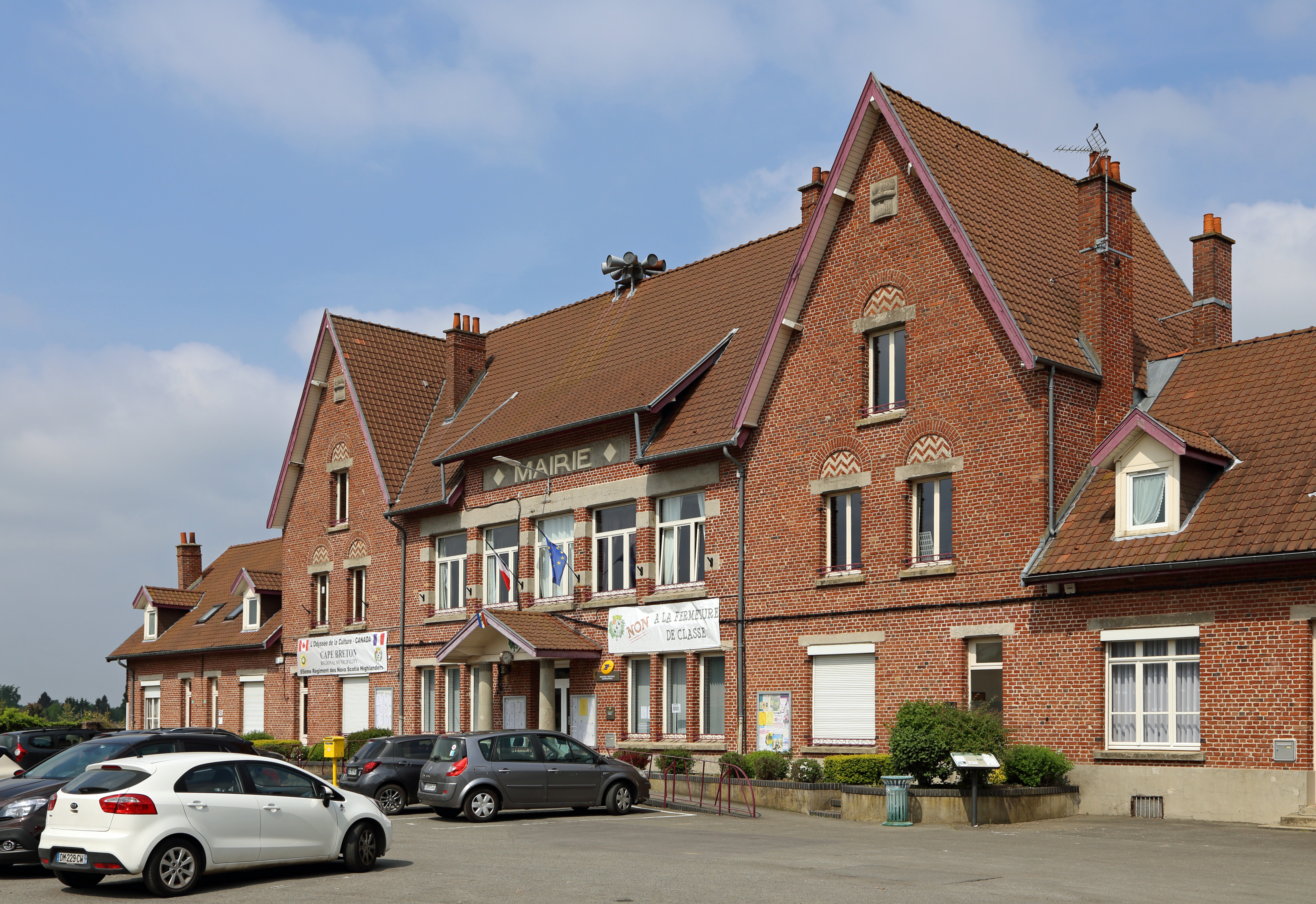
Ayuntamiento de Givenchy-en-Gohelle
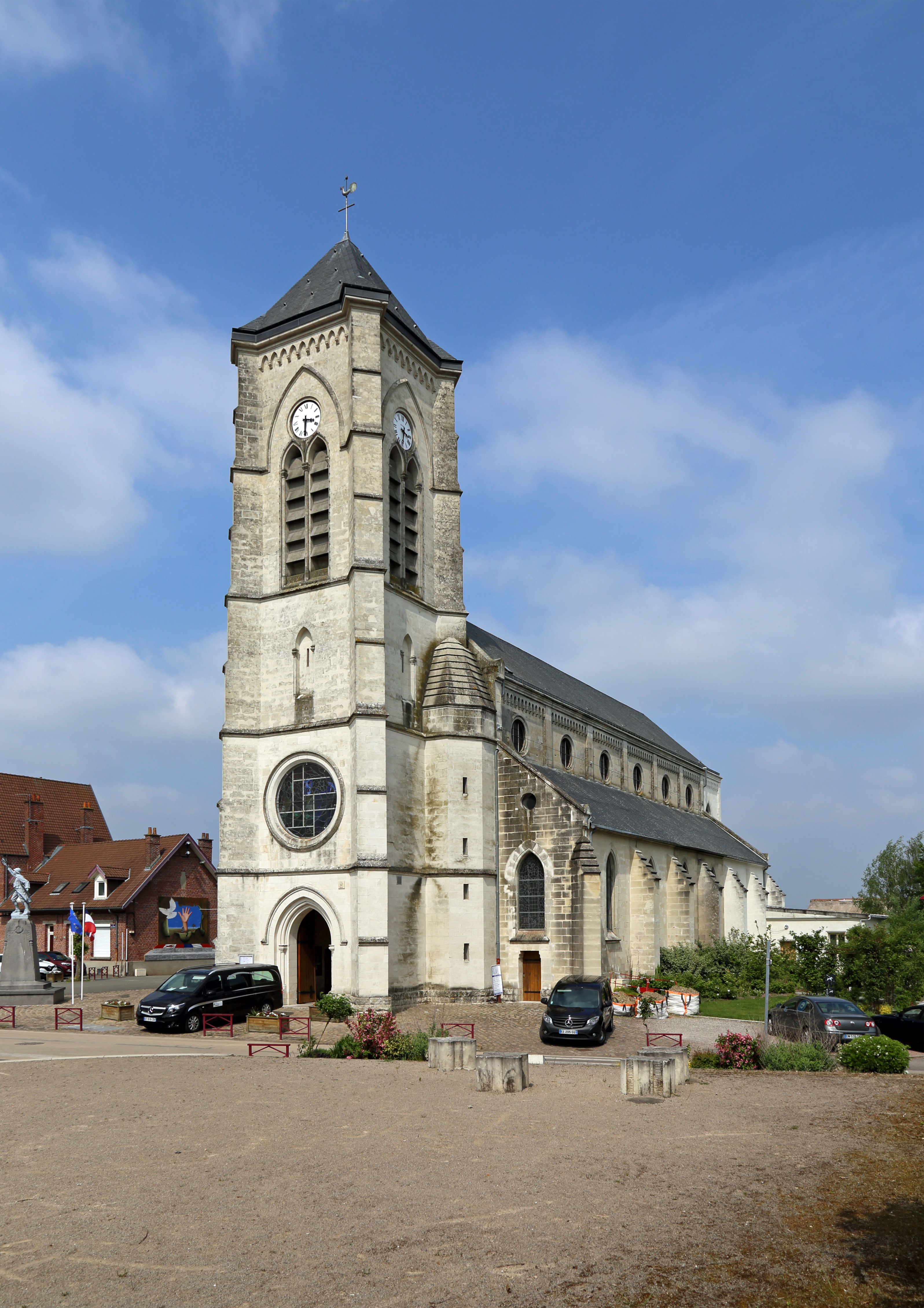
Iglesia San Martino
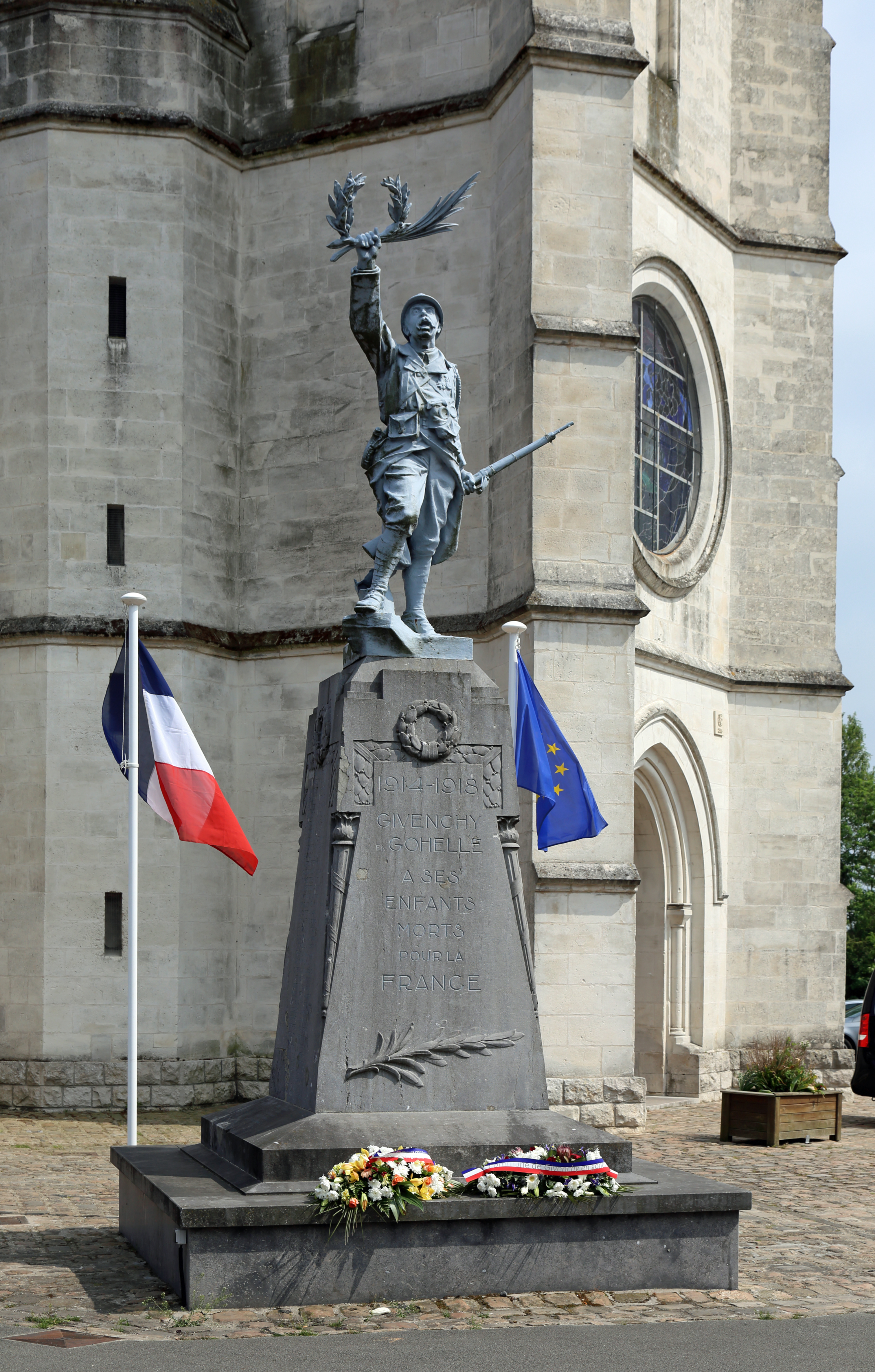
Monumento a los caídos